# Campionato francese femminile di calcio
Il campionato francese femminile di calcio è posto sotto l'egida della FFF, la federazione calcistica della Francia. Il sistema calcistico francese consiste in una serie di leghe legate tra di loro gerarchicamente tramite promozioni e retrocessioni. Al vertice del sistema calcistico francese c'è la Première Ligue, massima divisione composta di 12 squadre.

## Storia
La storia del campionato di calcio femminile in Francia è tra le più antiche della storia sportiva del movimento femminile. L'istituzione di un primo campionato riservato a formazioni esclusivamente femminili risale al 1918, posta sotto l'egida della Fédération des Sociétés Féminines Sportives de France (FSFSF), un'organizzazione di calcio femminile guidata dalla pioniera Alice Milliat, e denominata Division 1 Féminine. La competizione venne disputata consecutivamente per 14 anni fino al 1932, anno in cui venne formalmente proibita. 
Nel 1974 il calcio femminile venne ufficialmente riabilitato e, grazie allo stanziamento di fondi messi a disposizione dalla Fédération Française de Football (FFF), venne istituita un'organizzazione su due livelli, il primo che riproponeva la denominazione ufficiale precedente, Division 1 Féminine, al quale era inferiore la Division d'honneur, gestita dalle sezioni regionali della FFF.
Questa suddivisione durò dalla prima stagione, 1974-1975 alla stagione 1981-1982, introducendo un terzo livello dalla successiva, e modificando di conseguenza la denominazione del campionato cadetto, diventato Division 2, mentre l'ultimo era ancora identificato come Division d'honneur.
L'esperimento durò per quattro stagioni, ritornando alla precedente suddivisione dalla stagione 1986-1987 così mantenuta fino alla stagione 1991-1992.
Con l'avvio della stagione 1992-1993 si tornò alla divisione a tre livelli, denominati rispettivamente Nationale 1A, Nationale 1B e Division d'honneur, struttura che rimase immutata fino alla stagione 2001-2002.
Nell'estate 2002 si avviò la riforma che, sostanzialmente rimane quella odierna; a parte il periodo tra le stagioni 2002-2003 e 2009-2010, dove si aggiunse un quarto livello inferiore, riprendendo per i primi due le denominazioni Division 1 e Division 2, creando la Division 3 e relegando all'ultima la Division d'honneur, dalla stagione 2010-2011 si tornò alla soluzione a tre livelli, con l'ultimo che abbandonò l'usuale denominazione per Régional 1 dalla stagione 2017-2018.
Nell'estate 2024 viene istituita la Ligue Féminine de Football Professionnel (LFFP), organo che, sotto l'egida della FFF, gestisce e organizza i campionati di Première Ligue e di Seconde Ligue, i primi due livelli professionistici che subentrano nella denominazione rispettivamente a Division 1 e Division 2.

## Struttura
La struttura del campionato francese dalla stagione 2024-2025 è la seguente:
| Livello | Divisione                               | Divisione                               |
| ------- | --------------------------------------- | --------------------------------------- |
| I       | Première Ligue 12 squadre               | Première Ligue 12 squadre               |
| II      | Seconde Ligue 12 squadre                | Seconde Ligue 12 squadre                |
| III     | Division 3 Féminine Girone A 12 squadre | Division 3 Féminine Girone B 12 squadre |
| IV      | Leghe regionali                         | Leghe regionali                         |
| V       | Leghe regionali                         | Leghe regionali                         |
| VI      | Leghe regionali                         | Leghe regionali                         |
| VII     | Leghe regionali                         | Leghe regionali                         |
| VIII-   | Leghe distrettuali                      | Leghe distrettuali                      |